# Prix du scénario du Festival de Cannes
Pour les articles homonymes, voir Prix du scénario.
Le prix du scénario est une récompense décernée depuis 1949 (et annuellement depuis 1996) par le jury du Festival de Cannes à un scénariste dont l'écriture filmique aura été jugée la meilleure, parmi les films de la compétition.
Ce prix fut remis irrégulièrement de 1949 à 1984. En 1994, il est rétabli en permanence, sur la demande de la SACD.

## Palmarès
| Édition                                            | Scénariste                                                                       | Film                              | Titre original                            | Pays                            |
| -------------------------------------------------- | -------------------------------------------------------------------------------- | --------------------------------- | ----------------------------------------- | ------------------------------- |
| 1949                                               | Alfred L. Werker d'après le roman de William Lindsay White                       | Frontières oubliées               | Lost Boundarie                            | États-Unis                      |
| 1951                                               | Terence Rattigan d'après sa pièce de théâtre                                     | L'Ombre d'un homme                | The Browning Version                      | Royaume-Uni                     |
| 1952                                               | Piero Tellini                                                                    | Gendarmes et Voleurs              | Guardie e ladri                           | Italie                          |
| 1958 (Intitulé prix du scénario original)          | Pier Paolo Pasolini, Massimo Franciosa et Pasquale Festa Campanile               | Les Jeunes Maris                  | Giovani mariti                            | Italie                          |
| 1963                                               | Henri Colpi, Dumitru Carabăț et Yves Jamiaque d'après le roman de Panaït Istrati | Codine                            | Codin                                     | France ; Roumanie               |
| 1965 (ex æquo)                                     | Ray Rigby (en) d'après sa pièce écrite avec R. S. Allen (en)                     | La Colline des hommes perdus      | The Hill                                  | Royaume-Uni                     |
| 1965 (ex æquo)                                     | Pierre Schoendoerffer d'après son propre roman                                   | La 317e Section                   |                                           | France                          |
| 1967 (ex æquo)                                     | Alain Jessua                                                                     | Jeu de massacre                   |                                           | France                          |
| 1967 (ex æquo)                                     | Elio Petri d'après le roman de Leonardo Sciascia                                 | À chacun son dû                   | A ciascuno il suo                         | Italie                          |
| 1974                                               | Steven Spielberg, Hal Barwood et Matthew Robbins                                 | Sugarland Express                 | The Sugarland Express                     | États-Unis                      |
| 1980 (intitulé Prix du scénario et des dialogues)  | Ettore Scola, Furio Scarpelli et Agenore Incrocci                                | La Terrasse                       | La Terrazza                               | France Italie                   |
| 1981                                               | István Szabó d'après le roman de Klaus Mann                                      | Mephisto                          |                                           | Allemagne ; Autriche ; Hongrie  |
| 1982                                               | Jerzy Skolimowski                                                                | Travail au noir                   | Moonlighting                              | Royaume-Uni                     |
| 1984 (Intitulé Prix du meilleur scénario original) | Theo Angelopoulos, Thanásis Valtinós et Tonino Guerra                            | Voyage à Cythère                  | Ταξίδι στα Κύθηρα (Taxídi sta Kýthira)    | Grèce                           |
| 1994                                               | Michel Blanc                                                                     | Grosse Fatigue                    |                                           | France                          |
| 1996                                               | Jacques Audiard et Alain Le Henry d'après le roman de Jean-François Deniau       | Un héros très discret             |                                           | France                          |
| 1997                                               | James Schamus d'après le roman de Rick Moody                                     | Ice Storm                         | The Ice Storm                             | États-Unis                      |
| 1998                                               | Hal Hartley                                                                      | Henry Fool                        |                                           | États-Unis                      |
| 1999                                               | Iouri Arabov                                                                     | Moloch                            | Молох                                     | Russie                          |
| 2000                                               | James Flamberg et John C. Richards                                               | Nurse Betty                       |                                           | Allemagne États-Unis            |
| 2001                                               | Danis Tanović                                                                    | No Man's Land                     | Ničija zemlja                             | Bosnie-Herzégovine              |
| 2002                                               | Paul Laverty                                                                     | Sweet Sixteen                     |                                           | Royaume-Uni                     |
| 2003                                               | Denys Arcand                                                                     | Les Invasions barbares            |                                           | Canada ; France                 |
| 2004                                               | Agnès Jaoui et Jean-Pierre Bacri                                                 | Comme une image                   |                                           | France                          |
| 2005                                               | Guillermo Arriaga                                                                | Trois enterrements                | The Three Burials of Melquiades Estrada   | France ; États-Unis             |
| 2006                                               | Pedro Almodóvar                                                                  | Volver                            |                                           | Espagne                         |
| 2007                                               | Fatih Akın                                                                       | De l'autre côté                   | Auf der anderen Seite - Yaşamın Kıyısında | Allemagne Turquie               |
| 2008                                               | Jean-Pierre et Luc Dardenne                                                      | Le Silence de Lorna               |                                           | Allemagne ; Belgique ; Italie   |
| 2009                                               | Mei Feng                                                                         | Nuits d'ivresse printanière       | 春風沉醉的晚上                            | Chine                           |
| 2010                                               | Lee Chang-dong                                                                   | Poetry                            | 시                                        | Corée du Sud                    |
| 2011                                               | Joseph Cedar                                                                     | Footnote                          | Hearat Shulayim                           | Israël                          |
| 2012                                               | Cristian Mungiu                                                                  | Au-delà des collines              | După dealuri                              | Roumanie                        |
| 2013                                               | Jia Zhangke                                                                      | A Touch of Sin                    | 天注定                                    | Chine                           |
| 2014                                               | Andreï Zviaguintsev et Oleg Neguine                                              | Léviathan                         | Левиафан, Leviafan                        | Russie                          |
| 2015                                               | Michel Franco                                                                    | Chronic                           |                                           | Mexique                         |
| 2016                                               | Asghar Farhadi                                                                   | Le Client                         | Forushande                                | Iran                            |
| 2017                                               | Yórgos Lánthimos et Efthýmis Filíppou                                            | Mise à mort du cerf sacré         | The Killing of A Sacred Deer              | Grèce                           |
| 2017                                               | Lynne Ramsay                                                                     | A Beautiful Day                   | You Were Never Really Here                | Royaume-Uni                     |
| 2018                                               | Jafar Panahi et Nader Saeivar                                                    | Trois visages                     | سه رخ, Se rokh                            | Iran                            |
| 2018                                               | Alice Rohrwacher                                                                 | Heureux comme Lazzaro             | Lazzaro Felice                            | Italie                          |
| 2019                                               | Céline Sciamma                                                                   | Portrait de la jeune fille en feu |                                           | France                          |
| 2021                                               | Ryusuke Hamaguchi et Takamasa Oe                                                 | Drive My Car                      | ドライブ・マイ・カー, Doraibu mai kā      | Japon                           |
| 2022                                               | Tarik Saleh                                                                      | La Conspiration du Caire          | Walad Min Al Janna                        | Suède                           |
| 2023                                               | Yūji Sakamoto                                                                    | L'Innocence                       | 怪物, Kaibutsu                            | Japon                           |
| 2024                                               | Coralie Fargeat                                                                  | The Substance                     |                                           | États-Unis, Royaume-Uni, France |
| 2025                                               | Jean-Pierre et Luc Dardenne                                                      | Jeunes Mères                      |                                           | Belgique                        |

## Récompenses multiples

### Par scénariste
Les Frères Dardenne sont les premiers à recevoir deux fois le Prix du Scénario, en 2008 puis en 2025.

### Par Pays
- 9 Prix :  France
- 6 Prix :  États-Unis
- 5 Prix :  Italie
- 4 Prix :  Royaume-Uni
- 3 Prix :  Allemagne
- 2 Prix :  Belgique,  Roumanie,  Russie,  Chine,  Iran
- 1 Prix :  Autriche,  Bosnie-Herzégovine,  Canada,  Corée du Sud,  Espagne,  Grèce,  Hongrie,  Israël,  Japon,  Turquie,  Mexique,  Suède

## Cumuls des récompenses
L'actuel règlement du festival autorise le cumul du prix du scénario avec un prix d'interprétation, sur dérogation du président du festival. 
- 1951 : L'Ombre d'un homme d'Anthony Asquith, Michael Redgrave remporte le prix d'interprétation masculine et Terence Rattigan remporte le prix du scénario.
- 1980 : La Terrasse de Ettore Scola, ce dernier remporte le prix du scénario avec Agenore Incrocci et Furio Scarpelli, le meilleur second rôle féminin va à Carla Gravina.
- 2005 : Los Tres entierros de Melquiades Estrada (Trois enterrements) de Tommy Lee Jones, ce dernier remporte le prix d'interprétation masculine et Guillermo Arriaga remporte le prix du scénario.
- 2006 : Volver de Pedro Almodóvar, ce dernier remporte le prix du scénario, la troupe du film (Penélope Cruz, Lola Dueñas, Blanca Portillo, Carmen Maura, Yohana Cobo et Chus Lampreave) remporte le prix d'interprétation féminine.
- 2012 : Au-delà des collines de Cristian Mungiu, ce dernier remporte le prix du scénario, Cosmina Stratan et Cristina Flutur remportent le prix d'interprétation féminine.
- 2016 : Le Client d'Asghar Farhadi, ce dernier remporte le prix du scénario, Shahab Hosseini remporte le prix d'interprétation masculine.
- 2017 : You Were Never Really Here (A Beautiful Day) de Lynne Ramsay, cette dernière remporte le prix du scénario, Joaquin Phoenix remporte le prix d'interprétation masculine.